# Magic Box
Tristano de Bonis (Latina, 3 de fevereiro de 1976), mais conhecido por seu nome artístico Magic Box ou Trix, é um DJ e cantor italiano, que fez muito sucesso entre os anos de 2004 e 2006 no Brasil e, entre 2001 a 2007 na Europa. Após um desaparecer repentinamente desde 2007, DJ Ross confirma a volta de Magic Box ao mundo da música, em 2013.

## Biografia
Nascido em Latina, na região metropolitana de Roma, Tristano De Bonis, ou Trix, começou aos 18 anos como DJ de festas e baladas. Misturava sua voz com vários instrumentos, como guitarra, baixo e bateria. Suas frequentes viagens à Inglaterra, Holanda e Alemanha trouxe a ele novos contatos no mundo da música. A partir daí, Trix se especializou no dance music, gênero musical que, para ele, era "novo". Foi lançado no começo dos anos 2000 por Rossano "DJ Ross" Prini,  que junto de Gianluca Mensi produziu o primeiro single do projeto Magic Box, "Carillon", realizado em 2000 e produzido por  e Gianluca Mensi. Em 2001, o single ganhou uma versão videoclipe, e fez sucesso em um remix por Gigi D'Agostino. No meio-tempo, Trix trouxe para o selo de Ross sua irmã Erika, que foi lançada ao sucesso com canções escritas por Trix.
Em 2002, Trix compôs e produziu seu segundo single, intitulado "4 Your Love" que tornou-se um sucesso nas rádios européias. Em 2003, Trix escreveu o single "If You", que faria muito sucesso particularmente no Brasil, onde Magic Box veio duas vezes, junto de Erika e Ross, como uma das atrações no festival Planet Pop Festival, realizado pela gravadora brasileira Building Records na Via Funchal, em São Paulo, em 2004 e 2005. No mesmo ano lançou o single "This Is Better". Após lançar em 2004 a canção "Sorry Martin" pela Label 73, Trix participou de duas canções de Ross, "I Love Your Smile" em 2006 (sob o nome Trix Ironic) e "I'll Make You High" (creditado a Very Nice People) em 2007, para em seguida não ter mais registros musicais. No dia 28 de setembro de 2013, Magic Box, através de sua pagina oficial no Facebook, anunciou uma nova single com titulo "Scream My Name", junto com um "I'm back for you!!!" junto ao vídeo divulgado.

## Discografia

### Singles
| Ano                                                | Single           | Posições | Posições | Posições |
| Ano                                                | Single           | FRA      | ITA      | NLD      |
| -------------------------------------------------- | ---------------- | -------- | -------- | -------- |
| 2000                                               | "Carillon"       | 20       | 23       | —        |
| 2001                                               | "4 Your Love"    | —        | 40       | —        |
| 2003                                               | "If You..."      | —        | 31       | 82       |
| 2003                                               | "This Is Better" | —        | 45       | —        |
| 2004                                               | "Sorry Marin"    | —        | —        | —        |
| 2013                                               | "Scream My Name" | —        | —        | —        |
| "—" denota um lançamento que não entrou na parada. |                  |          |          |          |

## Vídeos musicais
- Carillon[7]
- If You
- This Is Better
- Scream My Name